# Минский, Николай Максимович
Никола́й Макси́мович Ми́нский (настоящая фамилия — Виле́нкин; 15 (27) января 1855, Глубокое, Дисненский уезд, Виленская губерния, Российская империя — 2 июля 1937, Париж, Франция) — русский поэт и религиозный мыслитель.

## Биография
Родился в бедной еврейской семье. В 1875 году окончил Минскую мужскую гимназию, в 1879 — юридический факультет Петербургского университета. В дальнейшем занимался литературной деятельностью. Его первые стихотворения были написаны на «гражданские темы». В 1882 г. Минский перед заключением брака с писательницей Ю. Яковлевой принял православие. С 18 октября 1879 года стал помощником у присяжного поверенного А. Я. Пассовера. С 3 апреля 1886 года стал присяжным поверенным в Санкт-Петербурге.

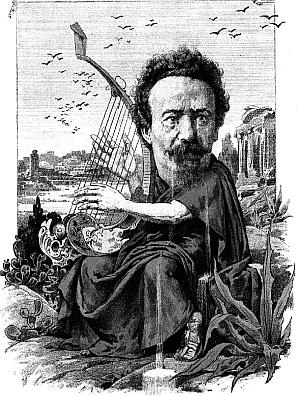
Карикатура на Минского

В 1889 году Минский выпустил книгу «При свете совести» с изложением своей «теории» мэонизма (греч. μη + ὄν «не сущий»), провозглашающей, что самое главное для человека — «небытие», «вне жизненная правда», «вне существующее и непостижимое».
В 1901 году Дмитрий Мережковский, Николай Минский, Зинаида Гиппиус, Василий Розанов и другие основывают в Петербурге Религиозно-философские собрания, ставившие целью обсуждение проблем взаимоотношения церкви, интеллигенции и государства, а также анализ истории и философии религии.
В 1905 г. Минский сочувствовал революции и социал-демократии. Вместе с М. Горьким возглавлял легальную большевистскую газету «Новая Жизнь», в которой, в частности, в тот период была напечатана известная статья В. И. Ленина «Партийная организация и партийная литература». Минский как редактор и издатель был арестован, однако затем выпущен под залог, который внесла Лидия Яворская. С 1906 жил за границей в Париже, став одним из вождей русского декадентства и символизма, проповедовавшим культ красоты и наслаждения и объявившим войну общественным тенденциям в искусстве, как наносящим вред «чистоте» художественного творчества.
Вернулся в Россию в 1913 г. после амнистии, но с началом Первой мировой войны в 1914 г. эмигрировал окончательно. В начале 1920-х годов жил в Берлине, основал там в 1921 г. «Дом искусств», затем переселился в Лондон, где был сотрудником советского полпредства. С 1927 г. жил в Париже.
Развивал учение о двух путях добра — эмпирико-рациональном и мистическом. Религиозно-философская концепция изложена в трактатах «При свете совести» (1890) и «Религия будущего» (1905).
Стихи Минского отражают колебания и противоречия его жизненного пути. Лучшее в них (благодаря чему он, испытывавший влияние С. Надсона и Метерлинка, считается предшественником символистов) показывает глубину поисков смысла жизни и желание обрести опору в Боге.

## Философия мэонизма
В 1890 году вышла книга «При свете совести: Мысли и мечты о цели жизни», ставшая программным текстом. В ней Н. М. Минский отказался от утилитарного назначения искусства.
Программа поэта заключалась в том, что совершенный и вечный Бог не может сосуществовать с несовершенным, невечным, преходящим миром. Из этого Н. М. Минский делает вывод: Бог умер, принеся себя в жертву ради сотворения мира и свободного человека, а чтобы воскресить Бога, человечество должно принести ответную жертву собственным бытием. Сочинение Н. М. Минского ближе к идеям Артура Шопенгауэра, чем к идеям Фридриха Ницше. Шопенгауэр писал о том, что существуют разные способы соединения с волей, например, творчество, но в целом соединение с мировой волей возможно только через смерть, поскольку только она радикально преобразует мир как представление. Шопенгауэр призывал к самоотречению, аскетизму, смирению, а не самоубийству, но этот последний вывод был возможен, если исходить из предшествующих положений.
Н. М. Минский не говорил о воле и представлении, но предложил оппозицию бытия и небытия. Небытие поэт называл мэоном (греч. μὴ ὄν ’то, чего не существует’). В мире, где мы живём, нет ничего абсолютного, но при этом мир стремится к абсолюту. Значит, абсолют существует вне мира, только абсолют кажется душе заветным и священным. Н. М. Минский доказывает это на разных примерах. Мы можем взять нечто великое, но найдётся ещё более великое, как найдётся и меньшее. Бесконечно великое и бесконечно малое — это мэоны пространства. Абсолютные пределы времени — вечность и мгновение — тоже мэоны, поскольку их нет в мире. Пределы времени и пространства мэоничны. Первопричины и конечные цели, бескорыстная любовь, самоотречение также меоничны. Абсолютная первопричина лежит за пределами нашего мира.
Далее Н. М. Минский берёт каждую пару противоположностей и обнаруживает в противоположных категориях один общий признак. Бесконечно большое и бесконечно малое сливаются в понятии единого и единственного тела, рядом с которым нет ни больших, ни меньших, и такое тело бы неизмеримо, не ограничено и неразделимо. Мэоны времени сливаются в состоянии полного покоя, которое бы длилось одинаково и вечность, и миг, и миг, остановившийся на вечность. Наш мир бы не существовал, если бы в нём было нечто подобное.
Н. М. Минский приходит к выводу, что всё абсолютное должно было пожертвовать своим бытием и принять форму небытия, чтобы наш ограниченный в пространстве и времени мир мог обладать бытием. Святыня принесла великую жертву ради существования нашего мира. Следовательно, мир должен принести ответную жертву, познав мэоны, абсолюты как нечто противоположное себе. Верховная цель жизни заключается в понимании того, что всякое бытие стремится к небытию как к своей высшей цели. Главная отличительная черта любых мистических настроений заключается в том, что они мэоничны и совершенно противоположны нашему чувственному опыту в бытии. Область мэоничного является абсолютно желанной. Так возникает желание небытия. Всё в нашем мире подвержено смерти и тлену. Великие люди оставляют имена на скрижалях истории, но не достигают бессмертия. Бессмертие даётся только тем, кто соприкоснулся с небытием.

## Творчество Минского в оценке современников
Раннее творчество Минского (киевский период), наряду с романами Иеронима Ясинского, Виктора Бибикова относят к неоромантической ветви предсимволизма

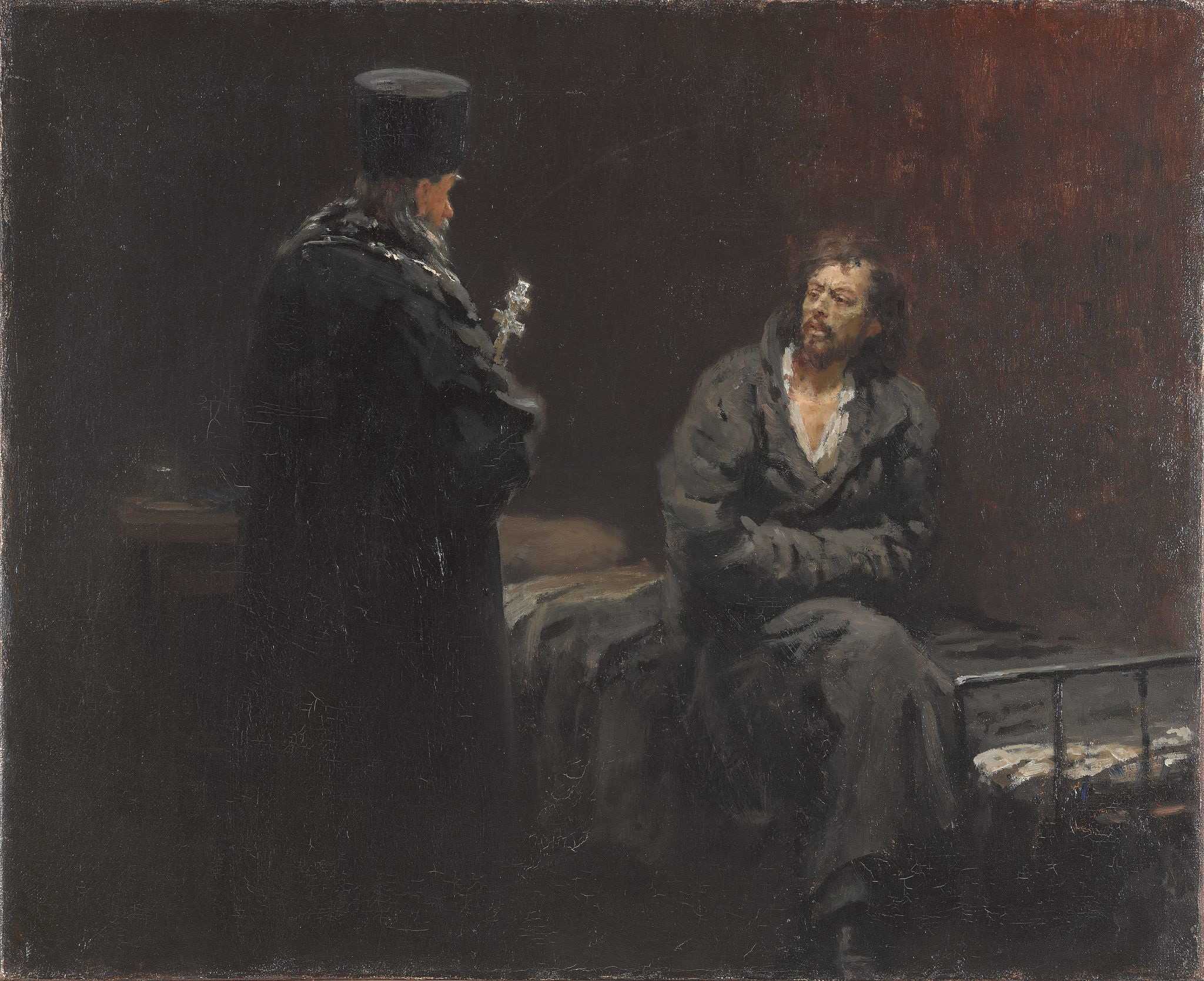
Илья Репин. Перед исповедью, 1885

Стихотворение Минского «Последняя исповедь» стало литературной основой полотна Ильи Репина «Перед исповедью». Дмитрий Мережковский оценивал поэзию Минского как пролагающую пути в будущее. Его философские и мистические воззрения он возводил к герметически-гностической традиции. Характеристика поэзии Минского Мережковским выявляет в ней именно те черты, которые вообще типичны для «декадентства» (пессимизм, патология, тоска по смерти, ирония, склонность к рефлексии и др.)
Валерий Брюсов возводил Минского в ранг основного, хотя и не первоклассного представителя раннего символизма. Особенно высоко он оценивал стихотворение «Город смерти», в котором сконцентрированы все существующие признаки «диаволического» мира.
Поэзия Минского, по мнению Александра Блока, сильнее всего там, где она выражает жизнеощущение «декадентской музы» в аллегорической форме. Минский как бы преподносит «рецепт» поэтики и мировоззрения предсимволизма. Выше всего Блок оценивал стихотворение Минского «О двух путях добра».

## Семья
Был женат трижды.
- Первый раз — на писательнице Ю. И. Яковлевой, публиковавшейся под псевдонимом Юлия Безродная. Перед бракосочетанием, состоявшимся в сентябре 1882 года, принял православие[10][11].
- Второй — на поэтессе, писательнице и переводчице Л. Н. Вилькиной, родственнице семьи Венгеровых — близких друзей Минского. Их фактический союз начался в 1896 году, официальный брак был заключен в 1905 году и продолжался до кончины Вилькиной в 1920 году[10][11].
- Третий — на писательнице, переводчице и литературном критике З. А. Венгеровой, приходившейся теткой второй жене писателя. Брак был заключён в Париже в 1925 году и продолжался до кончины Минского[10][11].

## Публикации
- Стихотворения (1877—1882). — СПб., 1883. — запрещено цензурой.
- При свете совести. Мысли и мечты о цели жизни. — СПб., 1890.
- Религия будущего: (Философские разговоры). — СПб, 1905.
- О свободе религиозной совести. — СПб., 1905.
- Полное собрание стихотворений. Т.1-4. — СПб., 1907.
- На общественные темы. — СПб., 1909.
- Малый соблазн. — СПб., 1912.
- От Данте к Блоку. — Берлин, Мысль, 1922.
- Из мрака к свету. — Берлин, 1922.